# Нили (поселение)
Нили (ивр. ניל"י‎) — израильское поселение на Западном берегу реки Иордан, расположенное в 25 км от Иерусалима и 27 км от Тель-Авива (в 3.8 км к востоку от Зелёной линии). Находится в так называемой зоне «С», которая полностью контролируется Израилем. Административно относится к региональному совету Мате-Биньямин.

## История
Поселение было основано в 1981 году. Названо в честь разведывательной сети Нили.

## Население
По данным Центрального статистического бюро Израиля, население на начало 2020 года составляло 1 786 человек.

## География
Муниципально относится к региональному совету Мате-Биньямин. Расположен в западной части территории этого регионального совета на перекрестке шоссе 446 и 463. Высота на уровнем моря — 380м.